# ウェリサ・ゴンザーガ
ウェリサ・ゴンザーガ（Wélissa de Souza Gonzaga, 1982年9月9日 - ）は、ブラジルの女子バレーボール選手。ブラジル代表。サッサ（Sassá）として知られる。

## 球歴
- オリンピック - 2008年（金メダル）
- 世界選手権 - 2006年（銀メダル）、2010年（銀メダル）
- ワールドカップ - 2003年、2007年（銀メダル）
- ワールドグランプリ - 2004年、2005年、2006年、2008年（優勝）
- ワールドグランドチャンピオンズカップ - 2005年（優勝）

## 所属クラブ
- ヴァスコ・ダ・ガマ （2000-2001年）
- レクソーナ・アデス （2001-2008年）
- Finasa/Osasco （2008-2011年）
- SESI-SP（2011-2013年）
- Tauron MKS Dąbrowa Górnicza（2013-2014年）
- プライア・クルーベ（2014-2015年）
- ブラジリア・ヴォレイ（2015-2016年）
- フルミネンセFC（2016-2019年）
- イタジャイー・ヴォレイ（2019-2020年）
- クリチバ・ヴォレイ（2020-2021年）
- ABELモダ・ヴォレイ（2022-2023年）
- アスリーツ・アンリミテッド（2023-）
- Mackenzie Esporte（2023年-）